# Giovanni Battista Velluti
Giovanni Battista Velluti, anomenat Giambattista Velluti (Corridonia (Macerata), 28 de gener, nota, A 1 1780 - Dolo (Venècia), 22 de gener, 1861) va ser un cantant d'òpera italià (soprano o mezzosoprano) i és considerat l'últim dels grans Castrati. Els papers més famosos composts per a ell són Arsace a Aureliano in Palmira de Gioachino Rossini i Armando a Il crociato a Egitto de Giacomo Meyerbeer.

## Vida i carrera
Als vuit anys, Velluti va ser esterilitzat per un metge, suposadament per error com a part del tractament per a una tos persistent amb febre alta. Això va convèncer els seus pares, que inicialment tenien altres plans per al seu fill, de donar-li una educació musical. Giambattista fou enviat a Bolonya, on es diu que va ser alumne del pare Mattei.
Aparentment, Velluti va debutar a Florència al Teatre della Pergola el 26 de desembre de 1800 com a Marco Antonio a l'òpera La Cleopatra de Pietro Alessandro Guglielmi. A la temporada de carnaval 1802-1803 a Roma al Teatro delle Dame va cantar a les estrenes [nota, A 2] de La vergine vestale de Gioacchino Albertini i a La selvaggia de Giuseppe Nicolini.nota, A 3
A Nicolini sembla que li agradava especialment treballar amb Velluti, ja que va emprar la soprano en nou òperes més: In Traiano in Dacia (febrer de 1807, Roma), Coriolano (Carnaval 1808-1809, Milà), Angelica e Medoro (Carnaval 1810-1809). 1811, Torí), Carlo Magno (febrer de 1813, Piacenza), Quinto Fabio (abril de 1813, Florència), Adolfo (juny de 1815, Venècia), Balduino duca di Spoleto (abril de 1816, Venècia), Il conte di Lenosse (primavera de 1820), Trieste) i a L'eroe di Lancastro (febrer de 1821, Torí). Nicolini i Velluti van tenir més èxit amb Traiano a Dàcia, que el castrato va cantar després de l'estrena a Roma el febrer de 1807 en nou produccions diferents en diferents teatres d'Itàlia, la darrera a Vicenza el 1822. Velluti va aparèixer en el paper principal del Quinto Fabio de Nicolini en cinc produccions diferents entre 1813 i 1819, incloent a la Scala de Milà el carnaval de 1814 juntament amb el tenor Giovanni David, i el 1819 al Hoftheater de Múnic. Velluti també va tenir un gran èxit com a Vitekendo a Carlo Magno de Nicolini, amb sis produccions diferents entre 1813 i 1819 a Piacenza, Venècia, Verona, Reggio, Vicenza i Trieste.
Una col·laboració relativament fructífera també va connectar el castrato amb Stefano Pavesi, que va compondre papers principals en cinc òperes per a ell: Ebuzio a I bacchanali di Roma (primavera de 1806, Livorno), Tideo a Aristodemo (agost de 1807, Nàpols), Decebalo a Arminia (Carnaval). 1810 , Milà), Oliviero a Celanira (maig de 1815, Venècia) i Fernando a Egilda (Carnaval 1823–1824, Venècia). D'aquestes cinc òperes, sembla que Velluti va tenir el major èxit com a Oliviero a Celanira, que va cantar a Venècia, Vicenza, Verona i Trieste entre 1815 i 1819.

Quan Rossini va compondre el paper d'Arbace a Aureliano a Palmira per a Velluti per a la temporada de carnaval de 1813-1814 a La Scala de Milà, el castrat estava, segons Stendhal,
"en la flor de la seva joventut i talent, i un dels homes més guapos de l'època"."
Potser l'anècdota més coneguda de Stendhal sobre aquesta col·laboració afirma que Rossini –de fet conegut per les seves parts de cant extremadament virtuoses plenes de coloratura– es va molestar tant amb els adornaments improvisats i expansius de Velluti que va deixar de tocar totes les flors a partir d'aleshores van pensar i escriure meticulosament ell mateix. No obstant això, aquesta història no és especialment creïble, ja que Rossini havia compost anteriorment parts molt ornamentades (per exemple, a Tancredi a L'italiana in Algeri, ambdós 1813), i sobretot a la part de Velluti dArsace va inserir expressament nombroses fermates com a invitació a improvisar els propis adorns i cadències.
Un altre paper brillant de Giambattista Velluti va ser Ariodante a l'òpera Ginevra di Scozia de Simon Mayr, tot i que aquest paper no va ser compost originalment per a ell sinó per a Luigi Marchesi; Velluti va cantar el paper en diverses produccions diferents: 1814 a Venècia, 1816 a Verona, 1818 al Hoftheater de Múnic i 1824 a Florència.

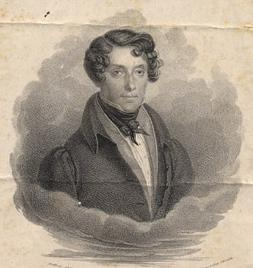
Giovanni Battista Velluti

Saverio Mercadante també va escriure dos papers per a Velluti: el 1821 per al Teatre La Fenice de Venècia el paper principal dAndronico (estrena el 26 de desembre) -que la soprano va cantar dues vegades més (a Senigallia i Lugo 1824)- i el 1822, per al Teatre Nuovo de Màntua retrata Alfonso en la seva òpera Alfonso ed Elisa (estrena el 26 de desembre).
Un dels majors èxits dels castrati va ser el paper principal de Tebaldo a Tebaldo e Isolina de Francesco Morlacchi, que es va estrenar el 4 de febrer de 1822 al Teatre La Fenice de Venècia; al seu costat cantaven Gaetano Crivelli, Domenico Mombelli i Francesca Festa Maffei. Aquesta òpera es va representar només a Reggio, Vicenza, Verona, Cremona, Florència, Livorno i Trieste fins a l'agost de 1823, sempre amb Velluti com a Tebaldo.
Potser el paper més conegut de Giambattista Velluti avui (al costat de Rossini) va ser compost per Giacomo Meyerbeer el 1824 amb la seva darrera i més reeixida òpera italiana: Il crociato in Egitto. L'estrena va tenir lloc el 7 de març de 1824, de nou al Teatre La Fenice de Venècia. Velluti va cantar Armando d'Orville aquí, juntament amb Henriette Méric-Lalande com Palmide, Gaetano Crivelli com Adriano i Brigida Lorenzani com Felicia. L'òpera va veure una altra producció amb Velluti i Adelaide Tosi com Palmide a Florència (Teatro della Pergola) a la primavera del mateix any.
El 1825 Velluti va anar de gira a Londres, on no s'havia vist ni escoltat cap castrati durant un quart de segle. L'escepticisme inicial i fins i tot l'hostilitat de la premsa i el públic es va convertir en benevolència i finalment en entusiasme en la seva primera aparició a Crociato de Meyerbeer al King's Theatre de Londres el 30 de juny de 1825. Velluti va tenir el conjunt. direcció musical d'aquesta producció londinenca, que també comptava amb la jove Maria Malibran com a Felicia. El 1826 fins i tot va ser nomenat superintendent del teatre, però va tornar a Itàlia el 1827, on va tornar a cantar a Tebaldo e Isolina de Morlacchi a Verona a la tardor.
L'envellit Giovanni Battista Velluti ara poques vegades actuava. El 1830 va tornar a cantar el paper principal a Il conte di Lenosse, que Nicolini ja havia escrit per a ell el 1820, al Teatre venecià La Fenice. De vegades es diu erròniament que aquesta va ser la seva darrera actuació. Barbier també escriu que Velluti es va retirar dels escenaris l'any 1830 i només va donar un concert un cop l'any següent. No obstant això, el cantant, ara de 53 anys, encara pot aparèixer com Armando en un revival d'Il crociato de Meyerbeer a Egitto. a la primavera de 1833 al Teatro della Pergola de Florència.
L'últim dels grans castrati es va retirar a la seva vil·la a la vora del Brenta entre Venècia i Pàdua, on va morir el 1861 als gairebé vuitanta-un anys.

## Papers en estrenes mundials (selecció)

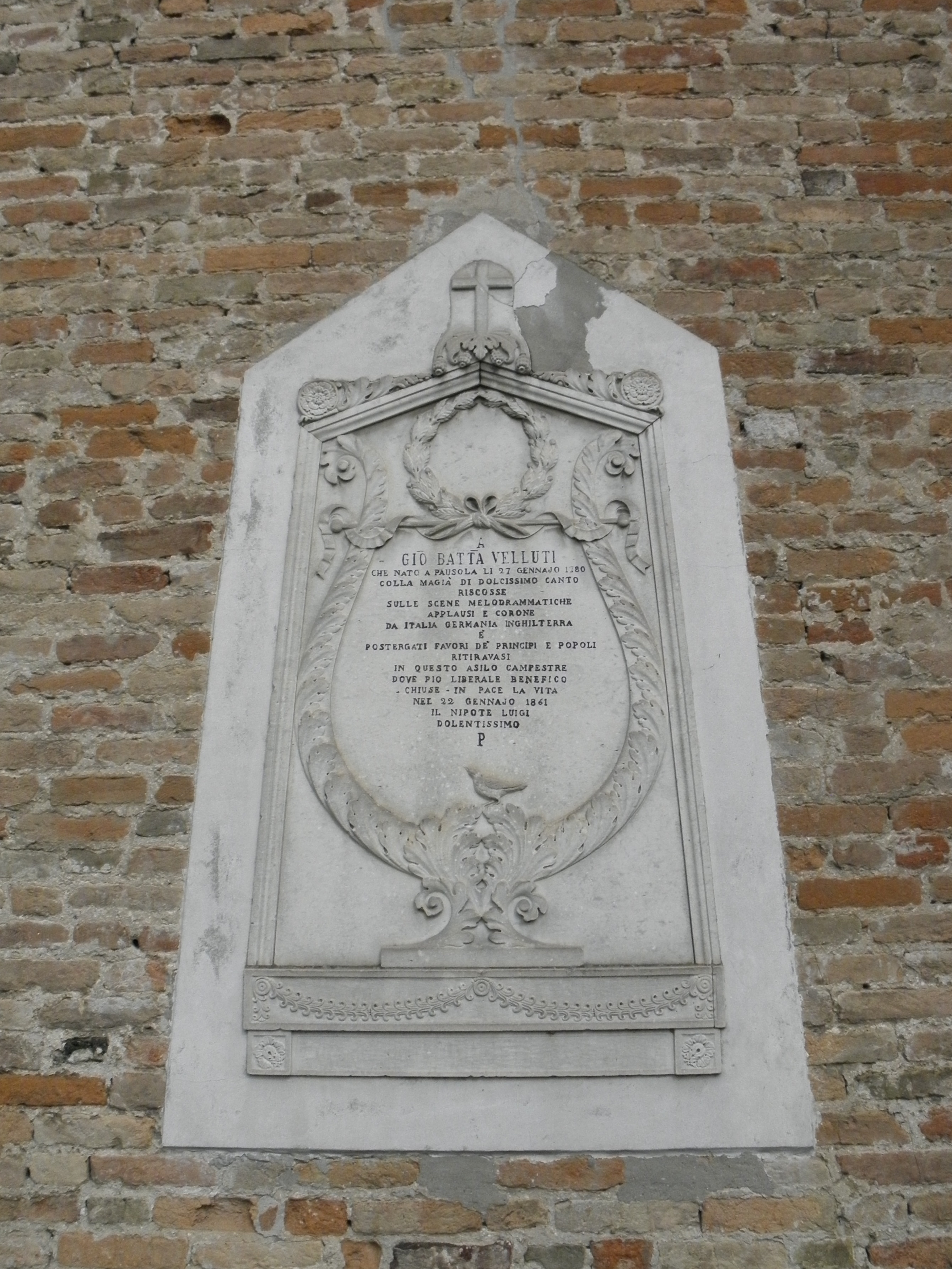
Tomba de Velluti a Sambruson

- Publio Cornelio Scipione a La vergine vestale de Gioacchino Albertini (2. gener 1803, Roma, Teatro delle Dame)
- Corasco a La selvaggia del Messico de Giuseppe Nicolini (Carnaval 1803, Roma, Teatro delle Dame)
- Scirone a Asteria e Teseo de Pietro Carlo Guglielmi (13. Agost 1803, Nàpols, Teatro San Carlo)
- Titelpartie a Il trionfo di Davidde de Nicola Zingarelli (Quaresma 1805, Nàpols, Teatro del Fondo)
- Ebuzio a I bacchanali di Roma de Stefano Pavesi (Primavera 1806, Liorna)
- Tideo a Aristodemo de Stefano Pavesi (15. Agost 1807, Nàpols, Teatro San Carlo)
- Decebalo a Traiano in Dacia de Giuseppe Nicolini (3. o 7. Febrer 1807, Roma, Teatro Argentina)
- Titelrolle a Coriolano de Giuseppe Nicolini (26. Desembre 1808, Milà, Teatro alla Scala)
- Titelrolle a Raoul di Créqui de Simon Mayr (26. Desembre 1809, Milà, Teatro alla Scala)
- Decebalo a Arminia de Stefano Pavesi (Carnaval 1810, Milà, Teatro alla Scala)
- Medoro a Angelica e Medoro de Giuseppe Nicolini (26. Desembre 1810, Torí, Imperial Teatro)
- Vitekindo a Carlo Magno de G. Nicolini (Febrer 1813, Piacenza, Teatro Nuovo)
- Titelrolle a Quinto Fabio de G. Nicolini (18. Abril 1813, Florència, Teatro Cocomero)
- Arsace a Aureliano in Palmira de Gioachino Rossini (26. Desembre 1813, Milà, Teatro alla Scala)
- Oliviero a Celanira de Pavesi (27. Maig 1815, Venècia, Teatro San Benedetto)
- Titelrolle a Adolfo de G. Nicolini (23. Juny 1815, Venècia, Teatro San Benedetto)
- Titelpartie a Balduino duca di Spoleto de G. Nicolini (15. Abril 1816, Venècia, Teatro San Luca)
- Titelpartie a Giuseppe Nicolinis Il conte di Lenosse (Primavera 1820, Trieste)
- Titelpartie des Arturo a L'eroe di Lancastro de G. Nicolini (3. Febrer 1821, Torí, Teatro Regio)
- Titelrolle a Andronico de Saverio Mercadante (26. Desembre 1821, Venècia, Teatro La Fenice)
- Titelrolle a Tebaldo e Isolina de Francesco Morlacchi (4. Febrer 1822, Venècia, Teatro La Fenice)
- Alfonso a Alfonso ed Elisa de Mercadante (26. Desembre 1822, Màntua, Teatro Nuovo)
- Fernando a Egilda de Pavesi (26. Desembre 1823, Venècia, Teatro La Fenice)
- Armando d’Orville a Il crociato in Egitto de Giacomo Meyerbeer (7. Març 1824, Ven``ecia, Teatro La Fenice)